# Кассезе, Антонио
Антонио Кассезе (итал. Antonio Cassese; 1 января 1937, Атрипальда, провинция Авеллино, Италия — 21 октября 2011, Флоренция) — итальянский юрист, специалист по международному праву. Председатель Международного трибунала по бывшей Югославии (1993—1997), Председатель Специального трибунала по Ливану (2009—2011).

## Биография
Родился в Атрипальде, окончил юридический факультет Пизанского университета. Профессор международного права в этом университете с 1972 по 1974 годы. С 1975 по 2008 годы профессор Флорентийского университета. Лауреат премии Эразма.
Антонио Кассезе обладал большим опытом работы в международных структурах. В 1984—1988 годах являлся членом и председателем Руководящего комитета Совета Европы по правам человека, в 1989—1993 годах — член и председатель Комитета Совета Европы против пыток. С 1993 по 1997 годы занимал пост председателя Международного трибунала по бывшей Югославии. В октябре 2004 года был назначен Генеральным секретарём ООН Кофи Аннаном председателем международной комиссии по расследованию событий в Дарфуре. С марта 2009 по октябрь 2011 являлся председателем Специального трибунала по Ливану.
Умер 22 октября 2011 года в возрасте 74 лет.